# Galerie Československý spisovatel

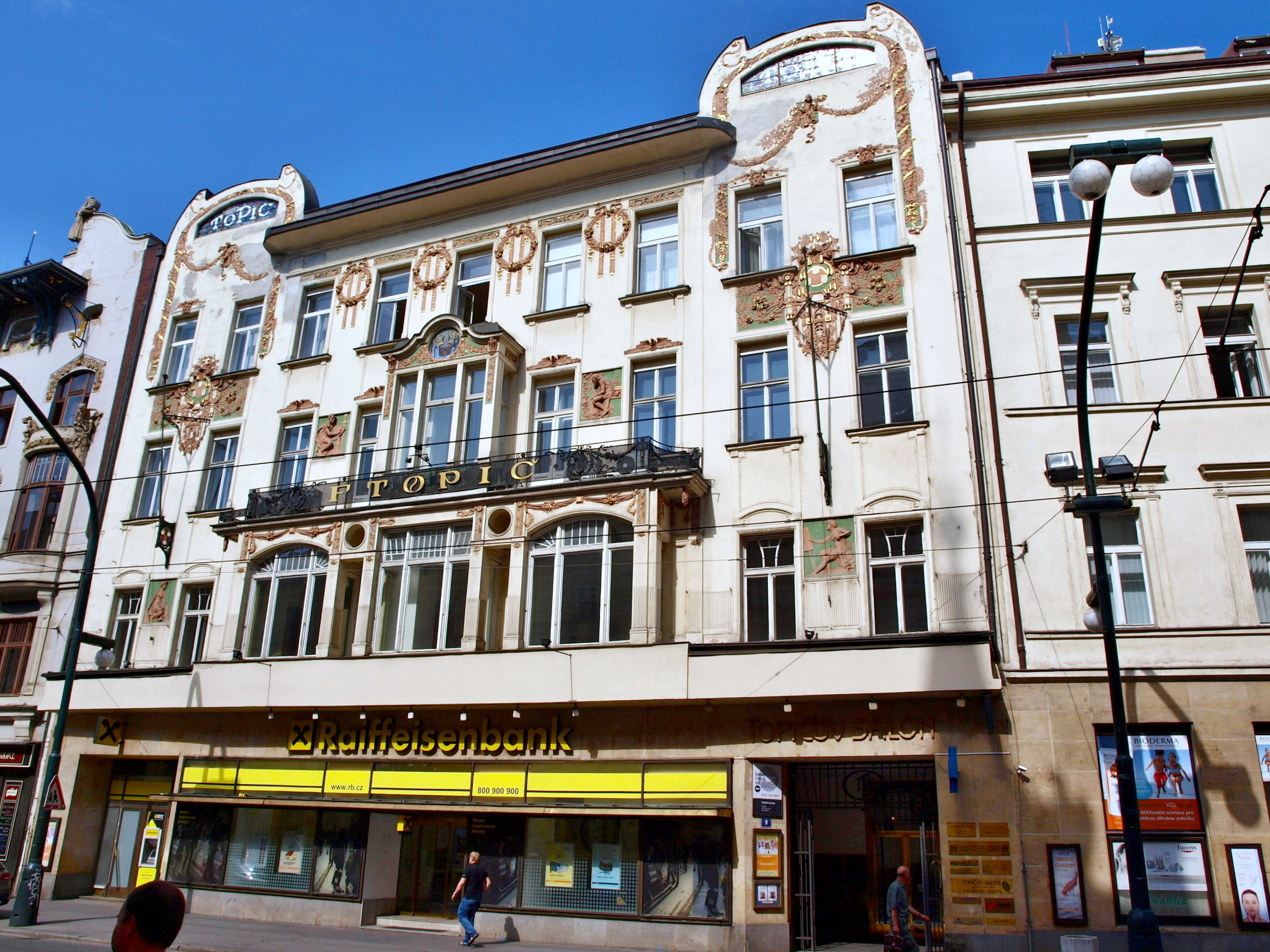
Praha Topičův dům

Galerie Československý spisovatel sídlila krátce po komunistickém převratu a založení nakladatelství Československý spisovatel nejprve v Domě u Řečických, Vodičkova 10, v prostorách bývalé soukromé Pošovy galerie kterou do roku 1949 užívala Galerie Evropského literárního klubu. V letech 1950-1991 se výstavní síní nakladatelství stal předválečný čtvrtý Topičův salon v suterénu Národní č. 9, Praha 1. V přízemním podlaží domu vedle knihkupectví sloužila jako výstavní prostor také Malá galerie Československého spisovatele.

## Historie
Po vyhlášení nakladatelského zákona v polovině roku 1949 byla z iniciativy národního správce Václava Řezáče spojena dřívější soukromá a družstevní nakladatelství František Topič, František Borový, Evropský literární klub, Sfinx, Máj, Vydavatelské družstvo Lidové strany (Lidová tiskárna) a Moravské kolo spisovatelů pod jeden vydavatelský podnik Svazu československých spisovatelů, který nesl název Československý spisovatel. Řezáč byl jmenován generálním ředitelem nakladatelství a zůstal jím až do své smrti roku 1956. Svaz zároveň zabral Topičův salon a nadále ho provozoval jako Galerii Československý spisovatel.
V letech 1948–1951 byl kurátorem galerie Jiří Kotalík, který se v té době věnoval užitému umění a uvedl řadu výstav textilu, keramiky, skla nebo hraček. V 50. letech se výstavní program soustředil na levicové výtvarníky (František Gross, Karel Holan, Lev Šimák, Zdenek Seydl, ad.), tvorbu spřátelených socialistických zemí (SSSR, Korea, Čína) a zahraničních antifašistů (Gabriele Mucchi), sklářské výtvarníky, sochaře a knižní grafiky. Dvakrát zde vystavoval ilustrátor a tvůrce loutkových filmů, národní umělec Jiří Trnka.
Po částečném uvolnění koncem 50. let uvedl v galerii František Dvořák samostatné výstavy členů skupiny Máj 57 – Richarda Fremunda (1956) a Jitky Kolínské (1957) a roku 1957 Jaromír Pečírka výstavu Jana Kotíka. Kotíkova díla byla první prezentací abstraktního malířství od komunistického převratu roku 1948.
V šedesátých letech v galerii vystavovaly tvůrčí skupiny Radar, Trasa, UB 12, Umělecká beseda, brněnská skupina Q, skupiny Plakát, Kontrast. Uskutečnily se zde individuální výstavy Václava Bartovského (1963), Adrieny Šimotové, Václava Chocholy (1965), Jana Koblasy, Karla Kuklíka (1966), Jaroslavy Pešicové a Františka Štorka (1968), Teodora Rotrekla (1969), výstava Současná britská grafika (mj. Geoffrey Clarke, David Hockney, Eduardo Paolozzi, Graham Sutherland, 1967), Surrealismus a fotografie (E. Medková, T. Honty, J. Šplíchal, členové DOFO, ad., 1968).
Roku 1966 se galerie podílela na komplexu výstav (Mánes, Nová síň, Galerie Václava Špály) s názvem Aktuální tendence českého umění, Obrazy, sochy, grafika (kurátor Miroslav Míčko), uspořádaných u příležitosti zasedání kongresu AICA v Praze.
Po nástupu normalizace byla výstavní síň uzavřena z důvodu adaptace a roku 1970 zde ještě Karel Trinkewitz uvedl výstavu Kurandová, Plaček, Rybka, Trinkewitz. V 70. letech v galerii vystavovali až na několik výjimek (F. Tichý, T. Honty) méně známí a s režimem konformní umělci, grafici, tvůrci poštovních známek nebo sklářští výtvarníci a konaly se zde výstavy k výročí osvobození 1945 nebo února 1948.
Po pádu komunistického režimu v galerii vystavovalo Volné sdružení Tolerance (1990), fotografové nebo Michal Gabriel. Roku 1992 byl Topičův dům navrácen rodině Stránských. Byl obnoven Topičův salon v prvním patře domu a v suterénních prostorách dřívější galerie funguje hudební zkušebna.

## Výstavy (výběr)

### 1950 – 1956
- 1950 Horník v díle sochaře Jindřicha Wielguse
- 1950 František Gross: Obrazy a kresby z Bulharska
- 1951 Maxim Gorkij: Život a dílo
- 1952 Akvarely Lva Šimáka z Alšova rodného kraje
- 1953 Korea brání mír
- 1953 Loutková tvorba Jiřího Trnky
- 1954 Z čínské malířské akademie
- 1955 Gabriele Mucchi
- 1955 František Tröster: Přehled výtvarné práce
- 1955 Jiří Trnka: Výstava knižních ilustrací

### 1956 – 1991
- 1956 Richard Fremund
- 1957 Kamil Lhoták: Obrazy z let 1948–1956
- 1957 Jitka Kolínská
- 1957 Karel Černý: Výstava obrazů 1949–1956
- 1957 Jan Kotík: Práce z let 1948-1956 (úvodní slovo Jaromír Pečírka)
- 1957 Libor Fára: Obrazy, kresby (úvodní slovo Jan Grossman)
- 1958 Václav Tikal: Obrazy a kresby 1941–1957
- 1958 Richard Fremund: Česká krajina a obrazy z Paříže
- 1958 Vladimír Fuka: Imaginární portrét
- 1958 Adolf Hoffmeister: Ilustrace
- 1958 Karel Šlenger: Obrazy
- 1959 Olga Karlíková: Výstava textilu a obrazů
- 1961 Tvůrčí skupina Radar
- 1961 Kuba buduje
- 1961 Tvůrčí skupina Trasa
- 1962 Tvůrčí skupina UB 12
- 1962 Peter de Francia
- 1963 Josef Sudek
- 1963 Václav Bartovský: Výbor z díla
- 1964 Tvůrčí skupina Q
- 1964 Tvůrčí skupina Plakát
- 1964 Jaroslav Šerých, Mojmír Preclík
- 1965 Adriena Šimotová: Komorní malba a grafika
- 1965 Výstava tvůrčí skupiny Kontrast
- 1965 Václav Chochola: Fotografie z let 1940-65
- 1965 Teodor Rotrekl: Dobývání skutečnosti
- 1966 Jan Koblasa (1958–1966). Obrazy, sochy, kresby a grafik
- 1967 Současná britská grafika
- 1968 Surrealismus a fotografie
- 1968 Jaroslava Pešicová, František Štorek
- 1970 Výsledky mezinárodního malířského sympozia v Roudnici nad Labem
- 1970 Kurandová, Plaček, Rybka, Trinkewitz
- 1990 Volné sdružení Tolerance
- 1991 Michal Gabriel: Věty prostoru